# جسر مايك أوكالاهان-بات تيلمان التذكاري
جسر مايك أوكالاهان-بات تيلمان التذكاري، (بالإنجليزية: Mike O'Callaghan–Pat Tillman Memorial Bridge)‏، هو جسر قوسي يقطع نهر كولورادو بين ولايتي نيفادا وأريزونا في الولايات المتحدة الأمريكية. اُفتتح عام 2010، ويبعد حوالي 30 ميلًا (48 كم) جنوب شرقي مدينة لاس فيغاس. كان الهدف الرئيسي من بنائه تجاوز اِلتفافية طريق سد هوڤر، مما أدى إلى تغيير بعض المسارات والمنعطفات الحادة على الطريق السريع  U.S. Route 93.

## التسمية
في أواخر عام 2004 تم اقتراح تسمية الجسر نسبة لمايك أوكالاهان وبات تيلمان تكريمًا لهما لخدمتهما في الجيش الأمريكي، وذلك خلال حفل جمع بين كيني چين المحافظ 27 لولاية نيفادا وجانيت نابوليتانو المحافظة 21 لولاية أريزونا. حيث كان مايك أوكالاهان أحد المُشاركين في الحرب الكورية التي اندلعت بين الأعوام 1950 و 1953، والمحافظ 23 لولاية نيفادا من عام 1971 وحتى 1979، وكان رئيس التحرير التنفيذي لصحيفة شمس لاس فيغاس لسنوات عديدة حتى وفاته في 5 مارس 2004. وأما بات تيلمان فكان لاعب كرة قدم أمريكية بفريق أريزونا كاردينالز التابع لولاية أريزونا حتى عام 2002، ثم التحق بالجيش الأمريكي، وفي 22 أبريل 2004 لقي حتفه بنيران صديقه بطريق الخطأ في أفغانستان.

## البناء
في عام 2003 بدأت أعمال بناء أساسات الجسر. وفي 14 فبراير 2005 بدأ بناء الجسر نفسه، واستمرت أعمال بنائه حتى 14 أكتوبر 2010. وفي 19 أكتوبر 2010 فُتحت الطريق كاملةً أمام حركة المرور. بُني الجسر من الخرسانة والفولاذ، ويبلغ طوله 1,900 قدم (579 م) وارتفاعه 900 قدم (270 م). يُعتبر أكبر قوس من الخرسانة في نصف الأرض الغربي وأعلى جسر من الخرسانة في العالم. وهو ثاني أعلى جسر في الولايات المتحدة الأمريكية بعد جسر رويال جورج. تمّ الانتهاء من المشروع بحدود ميزانية قدرها 240 مليون دولار أمريكي، ووصلت تكلفة الجسر وحده إلى 114 مليون دولار أمريكي.

## طالع أيضًا
- سد هوڤر
- جسر رويال جورج